# Březina (Nové Sady)
Březina (německy Birkicht) je malá vesnice, část obce Nové Sady v okrese Vyškov. Nachází se asi 0,5 km na severovýchod od Nových Sadů. Březina leží v katastrálním území Nové Sady o výměře 2,42 km2.

## Obyvatelstvo

### Struktura
Vývoj počtu obyvatel za celou obec i za jeho jednotlivé části uvádí tabulka níže, ve které se zobrazuje i příslušnost jednotlivých částí k obci či následné odtržení.
| Místní části (rok přičlenění k obci) | Místní části (rok přičlenění k obci)      | 1791 | 1834 | 1869 | 1880 | 1890 | 1900 | 1910 | 1921 | 1930 | 1950 | 1961 | 1970 | 1980 | 1991 | 2001 | 2013 |
| ------------------------------------ | ----------------------------------------- | ---- | ---- | ---- | ---- | ---- | ---- | ---- | ---- | ---- | ---- | ---- | ---- | ---- | ---- | ---- | ---- |
| Počet obyvatel                       | část Březina                              | 80   | 97   | 138  | 190  | 189  | 173  | 194  | 176  | 160  | 114  | 130  | 120  | 75   | 53   | 39   | 2    |
| Počet obyvatel                       | část Nové Sady (dříve Novosady, Nebštych) | 120  | 171  | 218  | 215  | 252  | 289  | 298  | 292  | 256  | 145  | 154  | 141  | 124  | 89   | 78   | 88   |
| Počet obyvatel                       | celá obec                                 | 200  | 268  | 356  | 405  | 441  | 462  | 492  | 468  | 416  | 259  | 284  | 261  | 199  | 142  | 117  | 90   |
| Počet domů                           | část Březina                              | 13   | 18   | 21   | 29   | 30   | 32   | 34   | 35   | 35   | 37   | -    | 32   | 27   | 33   | 33   | 33   |
| Počet domů                           | část Nové Sady                            | 19   | 22   | 32   | 36   | 36   | 42   | 49   | 50   | 52   | 49   | 74   | 39   | 38   | 42   | 42   | 42   |
| Počet domů                           | celá obec                                 | 32   | 40   | 53   | 65   | 66   | 74   | 83   | 85   | 87   | 86   | 74   | 71   | 65   | 75   | 75   | 75   |

## Fotogalerie

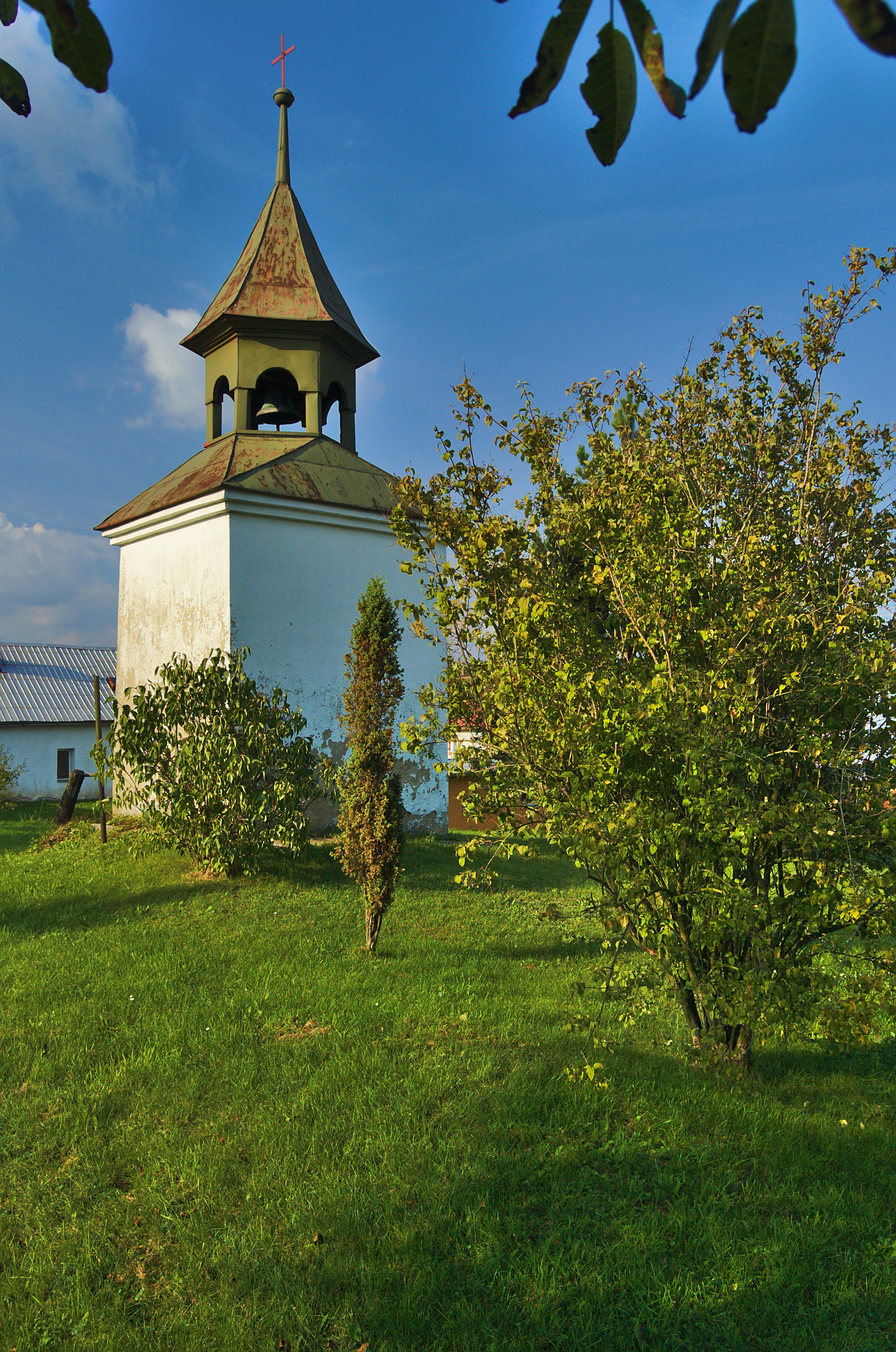
Kaple
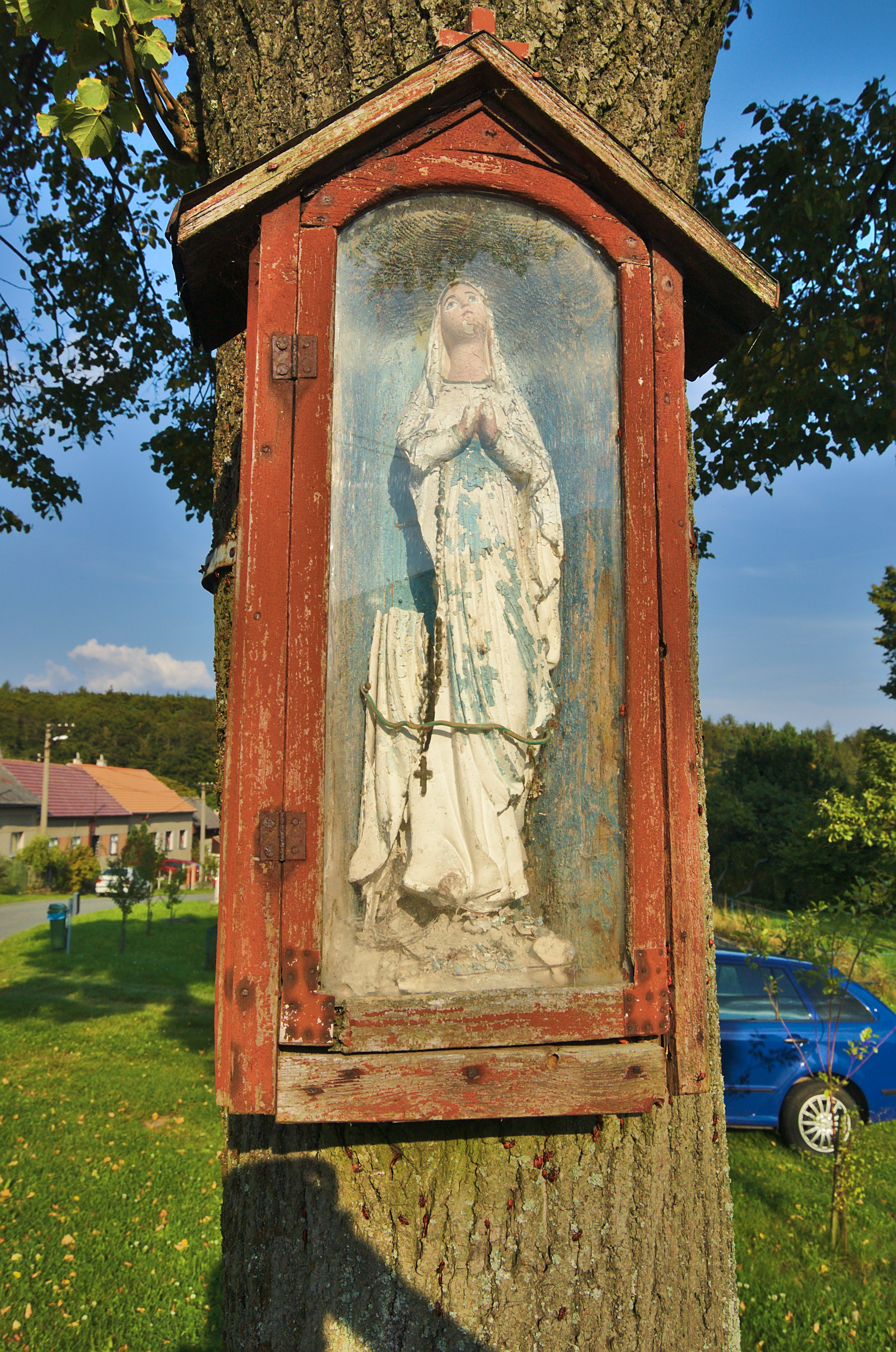
Soška Panny Marie uprostřed vesnice
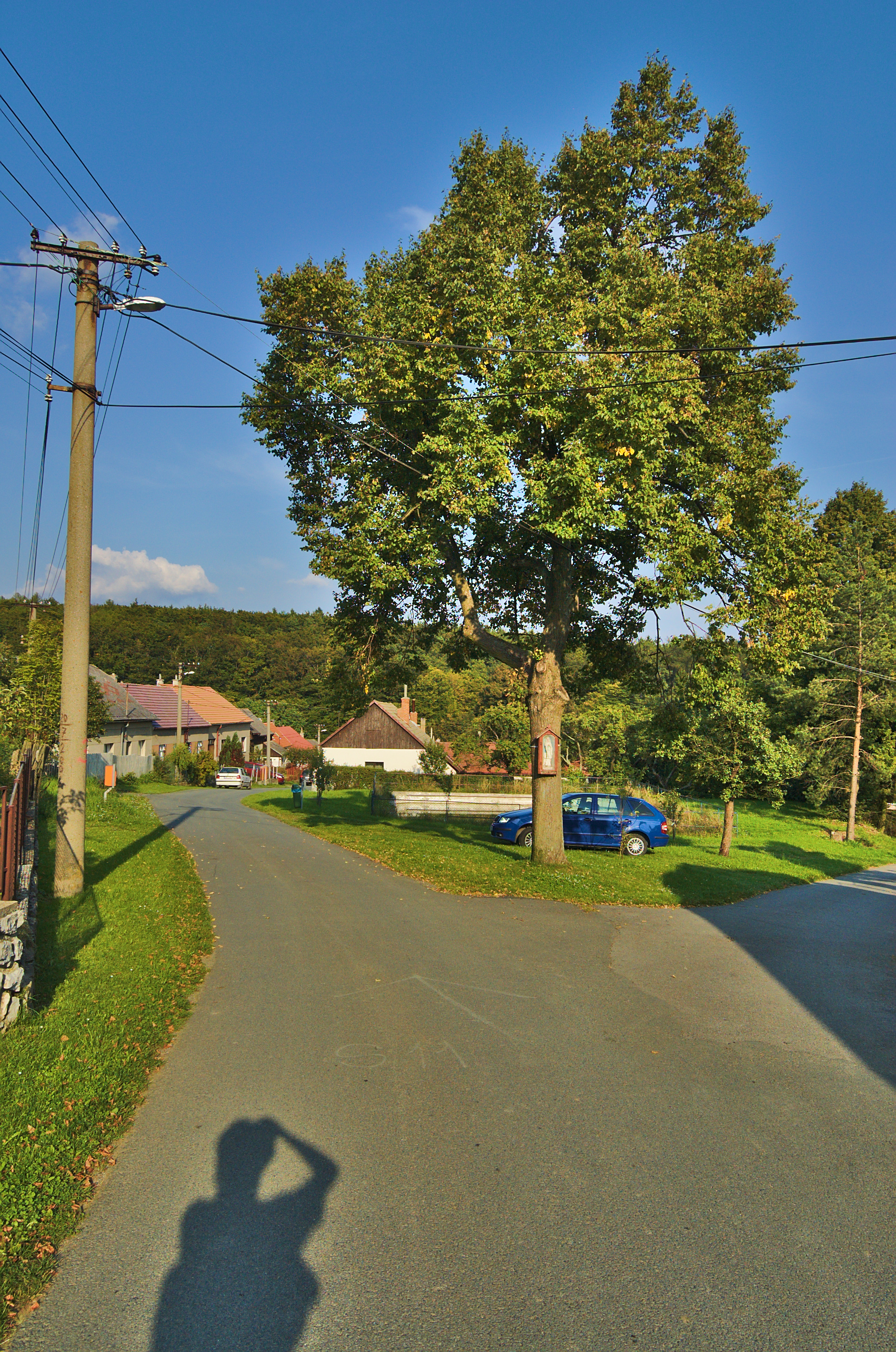
Strom se soškou Panny Marie uprostřed vesnice
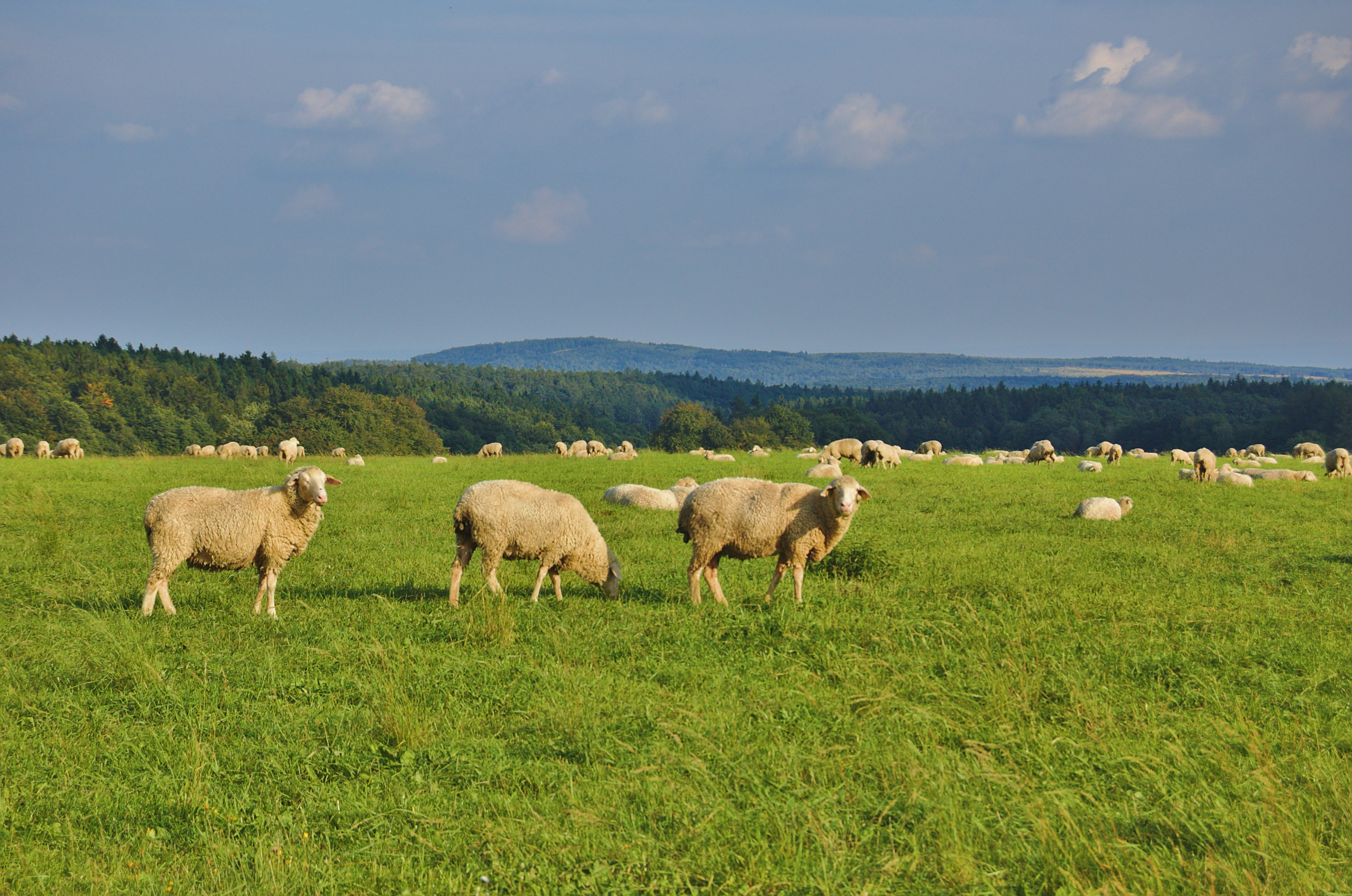
Stádo ovcí u vesnice